# Mattia Destro
Mattia Destro (Ascoli Piceno, 20 marzo 1991) è un calciatore italiano, attaccante svincolato.

## Biografia
È figlio d'arte: il padre Flavio è un allenatore ed ex calciatore di Serie A.
Dopo due anni di fidanzamento, il 1º settembre 2014 ha sposato ad Ascoli Piceno la showgirl romana Ludovica Caramis. Dalla loro relazione, l'8 settembre 2020 nasce Leone, il primo figlio della coppia.

## Caratteristiche tecniche
Attaccante dotato di una buona tecnica di base, abile nel contribuire alla manovra e soprattutto nel gioco aereo.

## Carriera

### Club

#### Giovanili con Ascoli e Inter
Comincia la sua carriera da calciatore nella società Punto Juve in provincia di Ascoli.In seguito, approda nel settore giovanile dell'Ascoli.
Nel 2005, il calciatore si trasferisce all'Inter. Dopo aver vinto gli scudetti di categorie Giovanissimi e Allievi, viene aggregato nella formazioni Primavera del club meneghino. Si distingue successivamente per la vittoria del Torneo di Viareggio 2008 e per la realizzazione di 18 centri nella stagione 2009-2010.

#### Genoa e prestito al Siena
Il 21 luglio 2010 si trasferisce in prestito con diritto di riscatto al Genoa, che ne acquisisce metà del cartellino. Il 12 settembre successivo fa il suo debutto in Serie A, in occasione della sfida interna contro il Chievo (1-3), bagnando l'esordio con la sua prima marcatura ufficiale tra i professionisti. Il 24 novembre 2010 realizza il suo primo centro di sempre in Coppa Italia, contribuendo al successo sul Vicenza (3-1). Il 3 gennaio 2011, i liguri acquisiscono la seconda metà del cartellino di Destro, che viene ufficialmente riscattato il 10 giugno successivo, al prezzo di 4 milioni di euro.
Il 4 luglio 2011 viene girato al Siena in prestito oneroso, al prezzo di 1,3 milioni di euro, con obbligo di riscatto per metà cartellino. Il 25 settembre successivo realizza il suo primo gol con i toscani, nella gara contro il Lecce (3-0). Il 30 ottobre è invece la volta della sua prima doppietta in carriera, contro il Chievo (4-1). Il 25 gennaio 2012 è di Destro la rete che decide il quarto di finale di Coppa Italia contro il Chievo (0-1) e che conduce i bianconeri in semifinale. Al termine della stagione il Siena esercita l'obbligo di riscatto parziale.

#### Roma e prestito al Milan
Il 30 luglio 2012 il giocatore viene prelevato in prestito oneroso (11,5 milioni di euro) con diritto di riscatto (4,5 milioni di euro) dalla Roma, che peraltro cede in comproprietà i calciatori Giammario Piscitella e Valerio Verre al Genoa nell'ambito della medesima trattativa. Fa il suo esordio con i capitolini il 2 settembre seguente, nel successo di campionato sull'Inter (3-1). Il 4 novembre 2012 realizza il suo primo centro in giallorosso, contribuendo alla vittoria sul Palermo (4-1). Il 2 dicembre segna invece la sua prima doppietta con il nuovo club, proprio a danno del Siena (1-3). Nel corso dell'annata risulta con 5 reti capocannoniere di Coppa Italia, manifestazione persa in finale nella stracittadina contro la Lazio (1-0).
Il 6 aprile 2014 realizza la sua prima tripletta in carriera, decidendo il match di campionato contro il Cagliari (1-3). Conclude la sua seconda stagione in giallorosso come calciatore della Serie A con la migliore media gol (una rete ogni 93 minuti).
Il 5 novembre 2014 fa il suo debutto in UEFA Champions League, in occasione del match esterno contro il Bayern Monaco (2-0).
Il 30 gennaio 2015 si trasferisce in prestito breve oneroso (500 mila euro) con diritto di riscatto (16 milioni più 2 di bonus) al Milan. Fa il suo debutto in rossonero due giorni più tardi, nel successo interno contro il Parma (3-1). Il 15 febbraio realizza il suo primo centro con i lombardi, in occasione della gara contro l'Empoli (1-1).

#### Bologna
Nell'estate 2015 viene prelevato dal Bologna in prestito con obbligo di riscatto fissato a 10 milioni di euro. Debutta in rossoblù il 22 agosto, contro la Lazio (2-1). Il 1º novembre 2015 trova il primo centro di sempre con gli emiliani, a scapito dell'Atalanta (3-0). Il 6 dicembre realizza la sua prima doppietta col Bologna, risultando decisivo per il successo sul Napoli (3-2). Dopo due prime buone annate, culminate col ritorno in doppia cifra stagionale dopo due stagioni di astinenza, Destro comincia a incontrare diversi ostacoli di rendimento, che ne pregiudicano a poco a poco le prestazioni.

#### Ritorno al Genoa
Il 4 gennaio 2020 viene ceduto nuovamente al Genoa, in prestito semestrale secco. Conclude la stagione 2019-2020 con appena 8 presenze di campionato con i liguri. Scaduto il contratto col Bologna, tuttavia, Destro può accasarsi a fine stagione a titolo definitivo con i genoani. Torna al gol il 20 settembre 2020, a 489 giorni dal suo ultimo precedente, contribuendo al successo sul Crotone (4-1). Torna a realizzare una doppietta il 16 dicembre successivo, contro il Milan (2-2), a tre anni di distanza dall'ultima volta. A fine anno, è il miglior marcatore stagionale del Genoa con 11 reti.
Il 25 settembre 2021 realizza una doppietta ai danni dell’Hellas Verona, partita conclusasi sul risultato di 3-3; in questa partita, curiosamente, segna una dei due reti con una bottiglietta d'acqua in mano, di cui non aveva avuto tempo di disfarsi. In questa stagione realizza 9 reti ma non riesce a evitare la retrocessione dei liguri, arrivata alla penultima giornata.

#### Empoli
Il 28 giugno 2022 viene acquistato dall'Empoli. Segna il primo gol con i toscani il 9 ottobre, portando momentaneamente in vantaggio l'Empoli in casa del Torino, grazie ad una conclusione in rovesciata. A fine stagione rimane svincolato, fino al 29 agosto 2023 quando, a stagione in corso, sottoscrive un nuovo contratto con la società azzurra.

#### Reggiana
Svincolatosi dalla squadra toscana al termine della stagione 2023-2024 e senza squadra per nove mesi, il 31 marzo 2025 firma un contratto fino al termine della stagione con la Reggiana, in Serie B. Con gli emiliani però resta pressochè inutilizzato, esordendo solo all'ultima di campionato, il 13 maggio nella sconfitta per 1-2 in casa del Brescia, subentrando al minuto 84 a Natan Girma.

### Nazionale

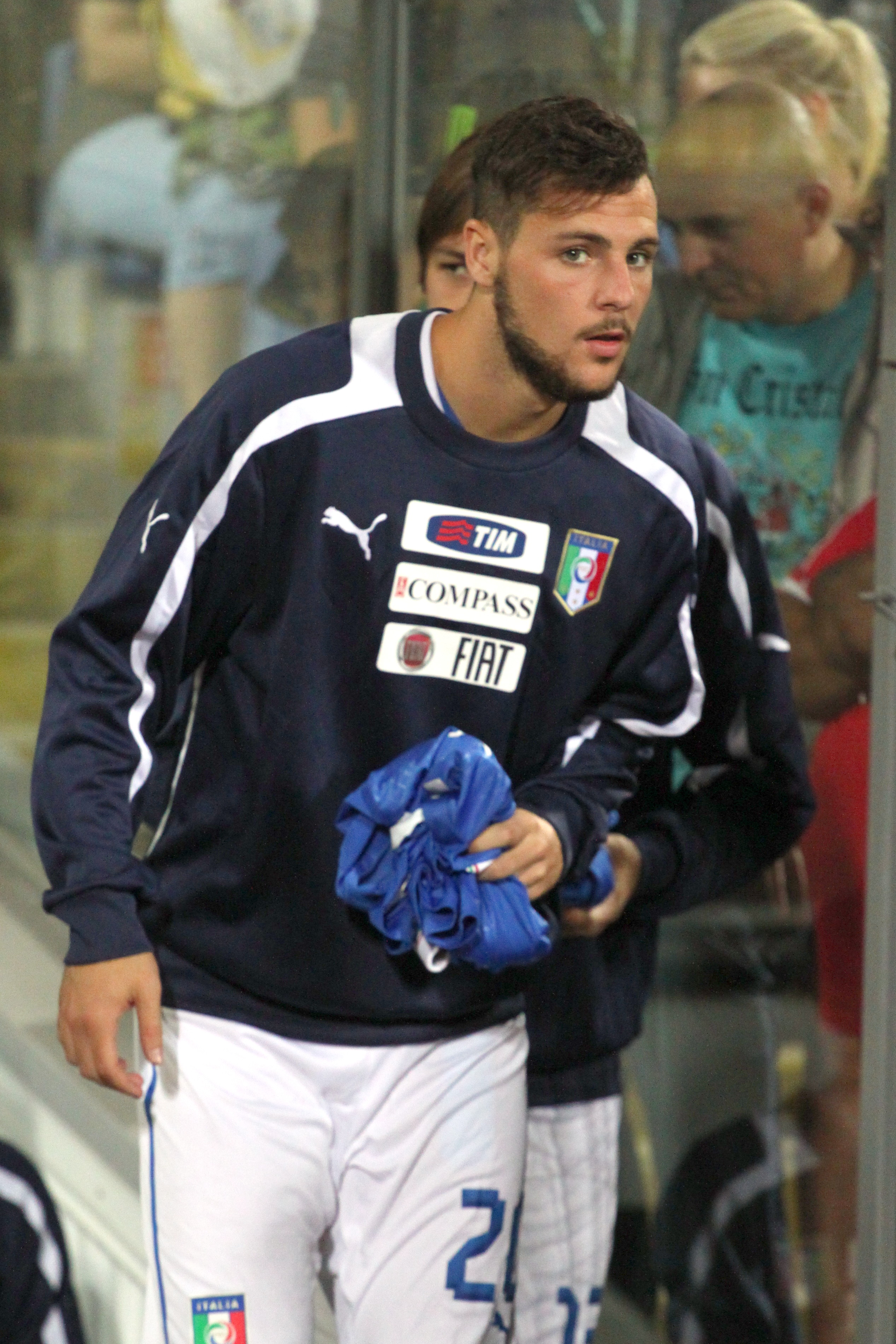
Destro con la nazionale italiana nel 2012

#### Nazionali giovanili
Ha giocato in diverse nazionali giovanili, tra cui l'Under-17 e l'Under-19, con le quali ha partecipato ai rispettivi Europei di categoria.
Viene convocato per la prima volta in nazionale Under-21 da Casiraghi, in sostituzione di Alberto Paloschi, vittima di un infortunio. Esordisce con gli Azzurrini il 7 settembre 2010, nell'ultima partita di qualificazione all'Europeo 2011, vinta per 1-0 contro il Galles, subentrando all'80' al posto di Stefano Okaka. Alla sua seconda presenza, l'8 ottobre, gioca titolare e realizza il suo primo gol in Under-21 nella partita contro la Bielorussia (2-0), valida per l'andata dei play-off di qualificazione all'Europeo.
Nel biennio successivo, il 10 novembre 2011 segna una doppietta alla Turchia. Con l'Under-21 guidata da Devis Mangia, partecipa infine all'Europeo Under-21 2013 in Israele, dove gli Azzurrini perdono in finale contro la Spagna.

#### Nazionale maggiore
Viene convocato per la prima volta in nazionale dal CT Cesare Prandelli, nella lista dei 32 giocatori pre-convocati per l'Europeo 2012. Successivamente non viene inserito tra i 23 convocati per il torneo continentale. Esordisce in nazionale il 15 agosto 2012, all'età di 21 anni, giocando titolare nella partita amichevole Italia-Inghilterra (1-2) disputata a Berna. Realizza il suo primo gol in nazionale l'11 settembre 2012, nella partita contro Malta (2-0), valevole per le qualificazioni al Mondiale 2014. Viene inserito nella lista dei 30 pre-convocati per il Mondiale 2014, ma successivamente non viene inserito nella lista dei 23 convocati per la manifestazione.

## Statistiche

### Presenze e reti nei club
Statistiche aggiornate al 16 maggio 2025.
| Stagione        | Squadra         | Campionato      | Campionato | Campionato | Coppe nazionali | Coppe nazionali | Coppe nazionali | Coppe continentali | Coppe continentali | Coppe continentali | Altre coppe | Altre coppe | Altre coppe | Totale | Totale |
| Stagione        | Squadra         | Comp            | Pres       | Reti       | Comp            | Pres            | Reti            | Comp               | Pres               | Reti               | Comp        | Pres        | Reti        | Pres   | Reti   |
| --------------- | --------------- | --------------- | ---------- | ---------- | --------------- | --------------- | --------------- | ------------------ | ------------------ | ------------------ | ----------- | ----------- | ----------- | ------ | ------ |
| 2010-2011       | Genoa           | A               | 16         | 2          | CI              | 2               | 1               | -                  | -                  | -                  | -           | -           | -           | 18     | 3      |
| 2011-2012       | Siena           | A               | 30         | 12         | CI              | 2               | 1               | -                  | -                  | -                  | -           | -           | -           | 32     | 13     |
| 2012-2013       | Roma            | A               | 21         | 6          | CI              | 5               | 5               | -                  | -                  | -                  | -           | -           | -           | 26     | 11     |
| 2013-2014       | Roma            | A               | 20         | 13         | CI              | 3               | 0               | -                  | -                  | -                  | -           | -           | -           | 23     | 13     |
| 2014-gen. 2015  | Roma            | A               | 16         | 5          | CI              | 1               | 0               | UCL                | 2                  | 0                  | -           | -           | -           | 19     | 5      |
| Totale Roma     | Totale Roma     | Totale Roma     | 57         | 24         |                 | 9               | 5               |                    | 2                  | 0                  |             | -           | -           | 68     | 29     |
| gen.-giu. 2015  | Milan           | A               | 15         | 3          | CI              | 0               | 0               | -                  | -                  | -                  | -           | -           | -           | 15     | 3      |
| 2015-2016       | Bologna         | A               | 27         | 8          | CI              | 0               | 0               | -                  | -                  | -                  | -           | -           | -           | 27     | 8      |
| 2016-2017       | Bologna         | A               | 30         | 11         | CI              | 3               | 0               | -                  | -                  | -                  | -           | -           | -           | 33     | 11     |
| 2017-2018       | Bologna         | A               | 26         | 6          | CI              | 1               | 0               | -                  | -                  | -                  | -           | -           | -           | 27     | 6      |
| 2018-2019       | Bologna         | A               | 17         | 4          | CI              | 1               | 0               | -                  | -                  | -                  | -           | -           | -           | 18     | 4      |
| 2019-gen. 2020  | Bologna         | A               | 5          | 0          | CI              | 2               | 0               | -                  | -                  | -                  | -           | -           | -           | 7      | 0      |
| Totale Bologna  | Totale Bologna  | Totale Bologna  | 105        | 29         |                 | 7               | 0               |                    | -                  | -                  |             | -           | -           | 112    | 29     |
| gen.-ago. 2020  | Genoa           | A               | 8          | 0          | CI              | 1               | 0               | -                  | -                  | -                  | -           | -           | -           | 9      | 0      |
| 2020-2021       | Genoa           | A               | 29         | 11         | CI              | 1               | 0               | -                  | -                  | -                  | -           | -           | -           | 30     | 11     |
| 2021-2022       | Genoa           | A               | 27         | 9          | CI              | 3               | 0               | -                  | -                  | -                  | -           | -           | -           | 30     | 9      |
| Totale Genoa    | Totale Genoa    | Totale Genoa    | 80         | 22         |                 | 7               | 1               |                    | -                  | -                  |             | -           | -           | 87     | 23     |
| 2022-2023       | Empoli          | A               | 17         | 1          | CI              | 1               | 0               | -                  | -                  | -                  | -           | -           | -           | 18     | 1      |
| 2023-2024       | Empoli          | A               | 15         | 0          | CI              | 0               | 0               | -                  | -                  | -                  | -           | -           | -           | 15     | 0      |
| Totale Empoli   | Totale Empoli   | Totale Empoli   | 32         | 1          |                 | 1               | 0               |                    | -                  | -                  |             | -           | -           | 33     | 1      |
| mar.-giu. 2025  | Reggiana        | B               | 1          | 0          | CI              | -               | -               | -                  | -                  | -                  | -           | -           | -           | 1      | 0      |
| Totale carriera | Totale carriera | Totale carriera | 320        | 91         |                 | 26              | 7               |                    | 2                  | 0                  |             | -           | -           | 348    | 98     |

### Cronologia presenze e reti in nazionale
| Cronologia completa delle presenze e delle reti in nazionale ― Italia | Cronologia completa delle presenze e delle reti in nazionale ― Italia | Cronologia completa delle presenze e delle reti in nazionale ― Italia | Cronologia completa delle presenze e delle reti in nazionale ― Italia | Cronologia completa delle presenze e delle reti in nazionale ― Italia | Cronologia completa delle presenze e delle reti in nazionale ― Italia | Cronologia completa delle presenze e delle reti in nazionale ― Italia | Cronologia completa delle presenze e delle reti in nazionale ― Italia |
| Data                                                                  | Città                                                                 | In casa                                                               | Risultato                                                             | Ospiti                                                                | Competizione                                                          | Reti                                                                  | Note                                                                  |
| --------------------------------------------------------------------- | --------------------------------------------------------------------- | --------------------------------------------------------------------- | --------------------------------------------------------------------- | --------------------------------------------------------------------- | --------------------------------------------------------------------- | --------------------------------------------------------------------- | --------------------------------------------------------------------- |
| 15-8-2012                                                             | Berna                                                                 | Italia                                                                | 1 – 2                                                                 | Inghilterra                                                           | Amichevole                                                            | -                                                                     | 82’                                                                   |
| 7-9-2012                                                              | Sofia                                                                 | Bulgaria                                                              | 2 – 2                                                                 | Italia                                                                | Qual. Mondiali 2014                                                   | -                                                                     | 74’                                                                   |
| 11-9-2012                                                             | Modena                                                                | Italia                                                                | 2 – 0                                                                 | Malta                                                                 | Qual. Mondiali 2014                                                   | 1                                                                     | 82’                                                                   |
| 16-10-2012                                                            | Milano                                                                | Italia                                                                | 3 – 1                                                                 | Danimarca                                                             | Qual. Mondiali 2014                                                   | -                                                                     | 88’                                                                   |
| 5-3-2014                                                              | Madrid                                                                | Spagna                                                                | 1 – 0                                                                 | Italia                                                                | Amichevole                                                            | -                                                                     | 69’ 75’                                                               |
| 4-9-2014                                                              | Bari                                                                  | Italia                                                                | 2 – 0                                                                 | Paesi Bassi                                                           | Amichevole                                                            | -                                                                     | 73’                                                                   |
| 9-9-2014                                                              | Oslo                                                                  | Norvegia                                                              | 0 – 2                                                                 | Italia                                                                | Qual. Euro 2016                                                       | -                                                                     | 72’                                                                   |
| 18-11-2014                                                            | Genova                                                                | Italia                                                                | 1 – 0                                                                 | Albania                                                               | Amichevole                                                            | -                                                                     | 65’                                                                   |
| Totale                                                                |                                                                       | Presenze                                                              | 8                                                                     |                                                                       | Reti                                                                  | 1                                                                     |                                                                       |

## Palmarès

### Club
- Torneo di Viareggio: 1

Inter: 2008

### Individuale
- Capocannoniere della Coppa Italia: 1

2012-2013 (5 gol)